# Józef Zwierzycki

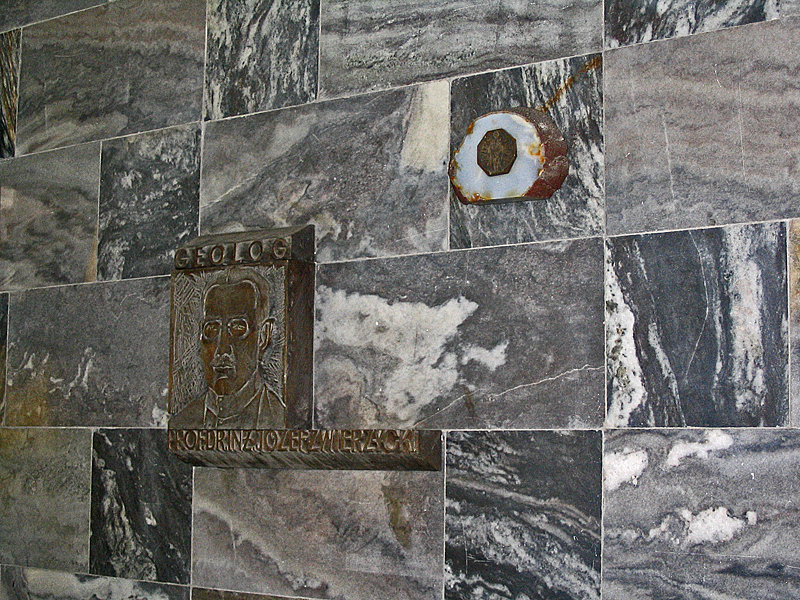
Tablica pamiątkowa patrona szkoły im. Józefa Zwierzyckiego w ZSPiG w Krobi

Józef Zwierzycki (ur. 12 marca 1888 w Krobi, zm. 1 maja 1961 we Wrocławiu) – polski geolog, profesor, badacz Archipelagu Malajskiego i Nowej Gwinei.

## Młodość i edukacja
Urodził się 12 marca 1888 w Krobi w rodzinie kultywującej tradycje patriotyczne. W Krobi ukończył 8-klasową szkołę powszechną (niemiecką) w 1902. Naukę kontynuował w progimnazjum w Trzemesznie (1902-1906) oraz w gimnazjum staroklasycznym w Gnieźnie (Kaiser Wilhelm Schule zu Gnesen), gdzie zdał maturę w 1909. W Trzemesznie działał w Towarzystwie Tomasza Zana. Od 1909 studiował jednocześnie na Akademii Górniczej w Berlinie (górnictwo) i na Uniwersytecie Berlińskim im. Aleksandra von Humboldta (geologię). 14 października 1913 obronił pracę na uniwersytecie (Fauna głowonogów w pokładach Tendaguru w Afryce Wschodniej) i uzyskał za nią tytuł doktora filozofii w dziedzinie geologii, a 23 stycznia 1914 otrzymał dyplom inżyniera górniczego na Akademii Górniczej.

## Indie Holenderskie
W marcu 1914 zgłosił się w Hadze (Holandia) u Ministra Kolonii i z dniem 1 maja 1914 został urzędnikiem holenderskim w służbie Indii Holenderskich. Przyjął posadę eksploratora Holenderskiej Służby Geologicznej w Indiach Holenderskich. Spędził tu 24 lata (do 1938). W tym czasie przeszedł wszystkie szczeble hierarchii służbowej, aż do dyrektora Holenderskiej Służby Geologicznej w Indiach Holenderskich (1933–1938). Opracował 50 prac naukowych, w tym szereg podstawowych map geologicznych. Prowadził badania na Sumatrze, Jawie, Celebes, Borneo, Nowej Gwinei i na innych wyspach. Głównym tematem jego prac było poszukiwanie i eksploatacja ropy naftowej, ale zajmował się także złożami cyny, srebra i złota oraz węgla. Zyskał rozgłos w świecie naukowym. W latach 1930–1933 był profesorem Politechniki w Bandungu, gdzie wykładał geologię dla inżynierów. W 1936 otrzymał od polskiego rządu Złoty Krzyż Zasługi za pomoc w organizacji i działalności polskiego konsulatu. Królowa holenderska Wilhemina 9 lutego 1938 odznaczyła Józefa Zwierzyckiego Krzyżem Oficerskim Orderu Oranje-Nassau. Tego samego roku powrócił do Polski.

## Powrót do kraju i lata okupacji
Został kierownikiem Wydziału Nafty i Soli w Państwowym Instytucie Geologicznym w Warszawie. Badał polskie złoża soli kamiennej i potasowej, tereny naftowe i gazowe. Był konsultantem i rzeczoznawcą Ministerstwa Przemysłu i Handlu oraz Wyższego Urzędu Górniczego. II wojna światowa zastała go w stolicy, gdzie na polecenie dyrektora Karola Bohdanowicza pospiesznie zabezpieczał mienie i archiwum Państwowego Instytutu Geologicznego. Został aresztowany nocą z 28 na 29 kwietnia 1941 roku i osadzony na Pawiaku. Później przewieziono go do obozu koncentracyjnego Auschwitz-Birkenau, gdzie przebywał do 3 lipca 1942. Stamtąd został przeniesiony do Niemiec i od tej pory, jako więzień polityczny, pełnił funkcję tłumacza w Niemieckiej Służbie Geologicznej (Reichsamt für Bodenforschung). Wysłany pod eskortą do Warszawy w końcu lipca 1944, uciekł w Krakowie, gdzie ukrywał się aż do stycznia 1945. Od razu po wyzwoleniu Krakowa zaczął wykładać wulkanologię na Uniwersytecie Jagiellońskim, a następnie geologię naftową na Akademii Górniczej.

## Wrocław i Dolny Śląsk
Po zakończeniu wojny pracował i odnawiał Uniwersytet Wrocławski, gdzie był jednym z twórców Instytutu Nauk Geologicznych, a jednocześnie wykładał na krakowskiej AGH. Zajmował się badaniem geologii Ziem Odzyskanych. W 1948 został profesorem zwyczajnym. Jego uczniami byli między innymi Józef Kłapciński i Tadeusz Gunia.
Wysunął koncepcję występowania złóż miedzi na obszarze przedsudeckim. Na naradzie Centralnego Urzędu Geologicznego 16 i 17 lipca 1954 zaproponował rozpoczęcie wierceń w tych okolicach. Jak się okazało, teza postawiona przez profesora Zwierzyckiego była trafna. Złoża miedzi odkrył koło Lubina Jan Wyżykowski z Instytutu Geologicznego w Warszawie i jako pierwszy je udokumentował. 22 lipca 1959 nadano mu Krzyż Komandorski Orderu Odrodzenia Polski.
Józef Zwierzycki został pochowany na cmentarzu św. Wawrzyńca we Wrocławiu. Pośmiertnie otrzymał zespołową Nagrodę Państwową I stopnia.

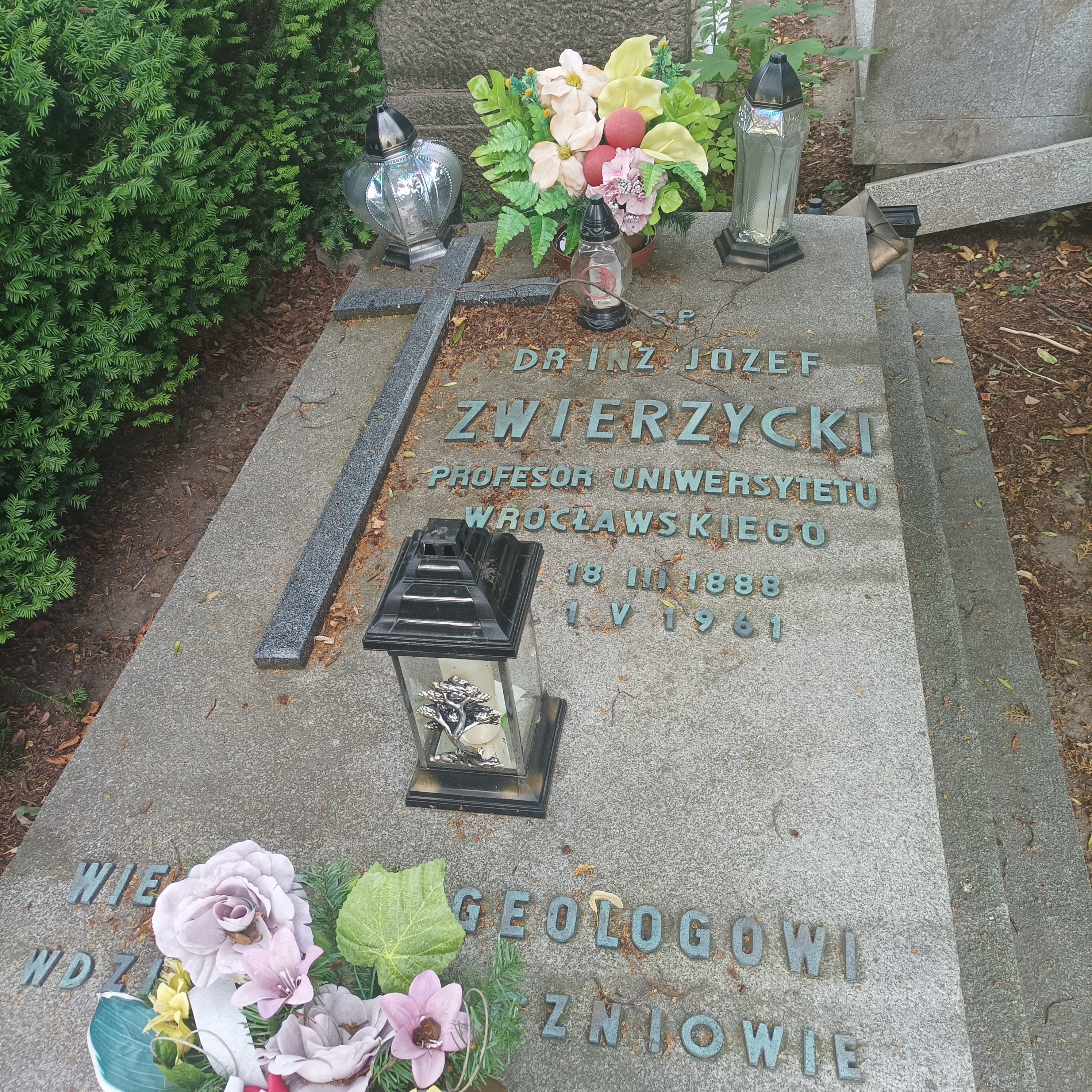
Grób prof. Józefa Zwierzyckiego na Cmentarzu Świętego Wawrzyńca we Wrocławiu

Był członkiem m.in. Polskiego Towarzystwa Geologicznego, Polskiego Towarzystwa Geograficznego i Polskiego Towarzystwa Przyrodniczego im. M. Kopernika.

## Upamiętnienie Józefa Zwierzyckiego
Od nazwiska geologa nazwano plejstoceńskiego tygrysa szablozębnego z Jawy – Hemimachairodus zwierzyckii (początkowo nazwa brzmiała Machairodus zwierzyckii). Jego imieniem nazwano też ww. szkołę w Krobi, a we Wrocławiu Bulwar Józefa Zwierzyckiego, przy Instytucie Nauk Geologicznym Uniwersytetu Wrocławskiego, w którym wykładał po powrocie do Polski. W tymże instytucie znajduje się sala wykładowa jego imienia (Cybulskiego 30).

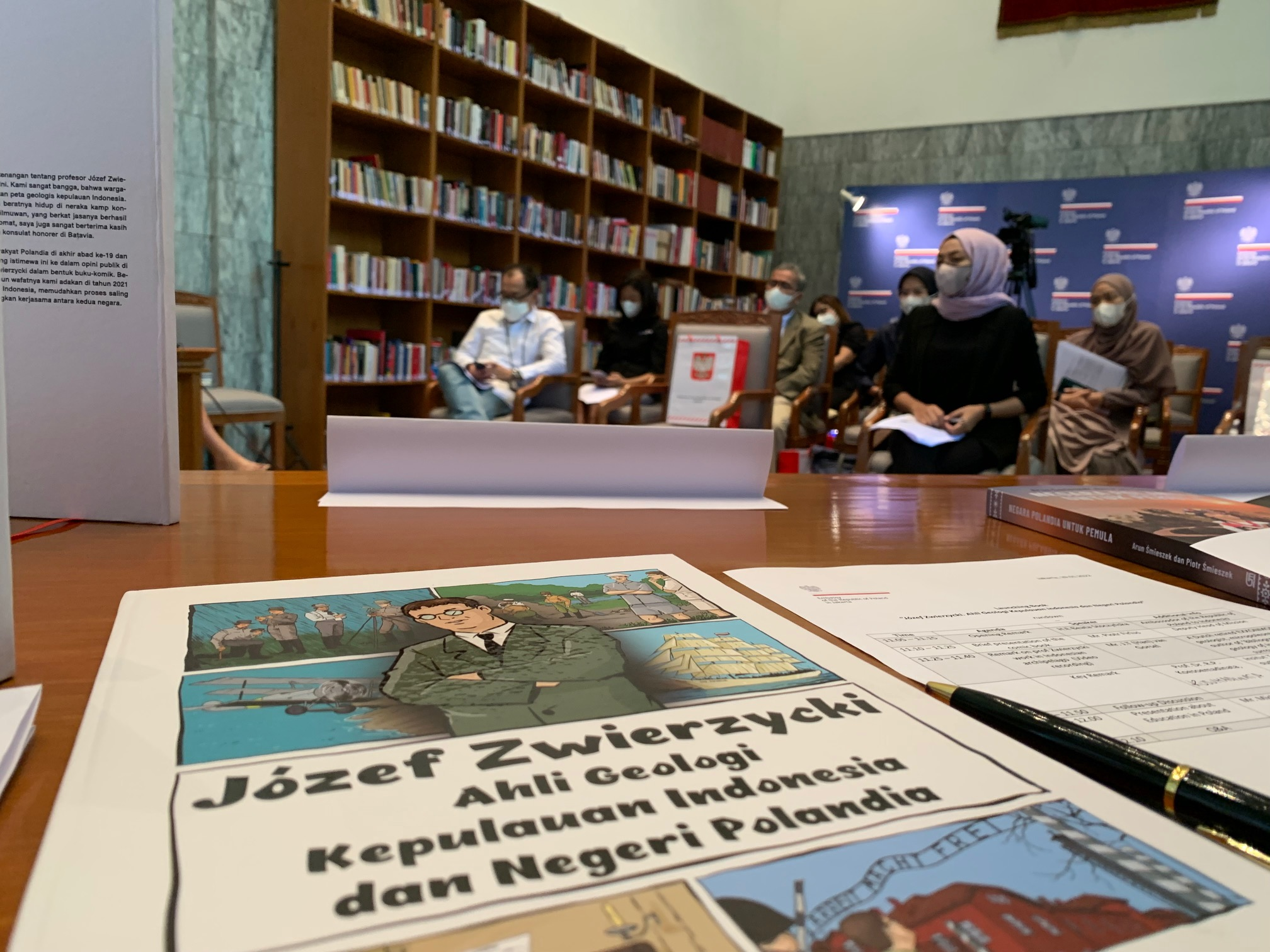
Komiks poświęcony prof. Zwierzyckiemu

15 maja 1982 szkoła podstawowa w Krobi przyjęła imię profesora. Rozpoczęła ona współpracę, trwającą do dziś, z Instytutem Nauk Geologicznych we Wrocławiu, w którym pracował Józef Zwierzycki. Utworzono szkolną izbę pamięci, gdzie prezentowane są eksponaty związane z życiem i pracą patrona. Najlepsi uczniowie szkoły otrzymują odznaki z wizerunkiem geologa, a osoby zasłużone i zaangażowane w jej życie wyróżnia się tzw. Medalem Zwierzyckiego.
W grudniu 2021 r. Ambasada RP w Dżakarcie wydała komiks w języku indonezyjskim prezentujący życiorys prof. Józefa Zwierzyckiego. W styczniu 2022 r. odbyła się promocja komiksu w Indonezji. Komiks przedstawia postać prof. Zwierzyckiego od urodzenia, poprzez prace w Holenderskich Indiach Wschodnich, losy w czasie II wojny światowej, a także prace na Dolnym Śląsku.
W 2000 r. Poczta Polska wydała upamiętniający Zwierzyckiego znaczek pocztowy projektu Wiesława Wałkuskiego o wartości 1,95 zł.
W dniu 22 września 2022 r. w Muzeum Geologicznym w Bandungu, w Jawie Zachodniej została odsłonięta tablica pamiątkowa prof. Józefa Zwierzyckiego. Tablica została odsłonięta przez przebywającą w Indonezji delegację Parlamentarzystów RP.
W 2022 r. została wydana IV-tomowa publikacja pt. „Pioneers and Milestones of Indonesian Geology (~1820–1960s)”. Autorem publikacji jest holenderski naukowiec Han Van Gorsel. Publikacja została wydana przez ITB Press w Bandungu. W II tomie znajduje się obszerny rozdział poświęcony prof. Józefowi Zwierzyckiemu.
W dniu 14 czerwca 2023 r. odbyła się w Lubinie konferencja naukowa „Odkrywcy Polskiej Miedzi”. Podczas konferencji przedstawione zostały wystąpienia opisujące postać profesora Zwierzyckiego, w tym Anna Górecka-Nowak (Uniwersytet Wrocławski) – Profesor Józef Zwierzycki – autor koncepcji występowania rud miedzi na monoklinie przedsudeckiej, Alina Chrząstek (Uniwersytet Wrocławski) – Działalność naukowa oraz zawodowa Józefa Zwierzyckiego we Wschodnich Indiach Holenderskich (1914-1938), Jolanta Szczebak – Mało znane aspekty ratowania pamięci o prof. Józefie Zwierzyckim.